# Tieffliegervernichtungsabzeichen
Das Tieffliegervernichtungsabzeichen wurde am 12. Januar 1945 als Kampfabzeichen des Heeres der deutschen Wehrmacht von Adolf Hitler gestiftet.
Am 13. Januar 1945 erließ das Oberkommando der Wehrmacht die entsprechenden Durchführungsbestimmungen, in denen es u. a. hieß: „Das Sonderabzeichen wird an Soldaten verliehen, die in diesem Kriege mit Handwaffen (Gewehr, Maschinenpistole, MG Kal. 12 mm und kleiner) einen feindlichen Tiefflieger abgeschossen haben. Für jedes abgeschossene Flugzeug wird an den entscheidend beteiligten Einzelschützen ein Sonderabzeichen verliehen. Der Ärmelstreifen wird am rechten Oberarm der Feldbluse getragen. An Stelle von fünf Abschüssen ist ein Abzeichen in Gold zu tragen.“
Bei der Auszeichnung handelt es sich um ein rechteckiges Aluminiumgespinst (ca. 30 mm × 80 mm), ober- und unterhalb abgegrenzt mit 3 mm starken schwarzen eingewirkten Stoffstreifen. In der Mitte befindet sich ein aus Blech gestanztes Flugzeug, das von links oben nach rechts unten gerichtet ist.
Ob das Abzeichen wegen der fortgeschrittenen Kriegslage noch zur Verleihung kam, ist fraglich.
Ab dem 2. September 1941 bekamen Soldaten die Anerkennungsurkunde des Oberbefehlshabers des Heeres für Flugzeugabschüsse.